# Prix Courage
Der Prix Courage ist eine Auszeichnung, welche die schweizerische Zeitschrift Beobachter seit 1997 verleiht.

## Preis
Mit dem Preis möchte die Zeitschrift Persönlichkeiten würdigen und fördern, «die unerschrocken und mit Hingabe für eine Idee kämpfen – zugunsten einer offenen, solidarischen und gerechten Schweiz». Durch die Verleihung soll die Gesellschaft auf sie aufmerksam werden und ihr Engagement anerkennen. Preisträger können Einzelpersonen oder Organisationen sein, die sich durch längeren Einsatz oder besonders hervorzuhebende Aktionen hervorgetan haben.

## Jury
Über die Verleihung des Preises, der mit 15'000 Franken dotiert ist, entscheiden seit 2014 eine Jury, der frühere Träger des Preises angehören, und die Leserschaft des Beobachters gemeinsam. Bis 2011 stand der Jury Franz Hohler vor. Von 2012 bis 2017 wurde die Jury von Pascale Bruderer Wyss präsidiert. Von 2018 bis 2022 fungierte Susanne Hochuli als Präsidentin. Seit 2023 steht Eveline Widmer-Schlumpf der Jury vor.

## Preisträger
| Jahr | Preis                       | Name(n)                                                                     | Begründung |
| ---- | --------------------------- | --------------------------------------------------------------------------- | --- |
| 1997 | Publikumspreis              | Angela Ohno und Hanspeter Heise                                             | Aufdeckung der Zürcher Klärschlammaffäre, die beide ihren Job bei der Stadt Zürich gekostet hat |
| 1998 | Publikumspreis              | Ruth Ramstein                                                               | wegen ihres Einsatzes für Schüler, die durch einen Lehrer sexuell missbraucht wurden |
| 1999 | Publikumspreis              | Diego Barberis                                                              | wegen der Rettung zweier Kinder aus einem brennenden Auto unter eigener Lebensgefahr |
| 2000 | Publikumspreis              | Herbert Haag                                                                | wegen seines Einsatzes "gegen erstarrte kirchliche Dogmen" |
| 2002 | Publikumspreis              | Malica Skrijelj                                                             | wegen ihres mutigen und hartnäckigen Kampf gegen Lohn-Diskriminierung und für die Gleichstellung von Mann und Frau |
| 2003 | Publikumspreis              | Marcus Levy und Albert Pfister                                              | wegen der Rettung von drei Menschen. Levy flog seinen Helikopter trotz dichtem Nebel, auch bei guter Ortskenntnis ein waghalsiges Unterfangen. Pfister liess sich mit einem Seil an diesem Heli anbinden, um so die von Schlammmassen Eingeschlossenen zu bergen.                                                             |
| 2003 | Jurypreis                   | Christian Sauter                                                            | Sauter deckte einen Titelbetrug am Universitätsspital Zürich auf und erhielt dafür eine Rentenkürzung |
| 2004 | Publikumspreis              | Doris Vetsch und Anita Chaaban                                              | für die Tätigkeit als Initiantinnen der Volksinitiative für eine „Lebenslange Verwahrung für nicht therapierbare, extrem gefährliche Sexual- und Gewaltstraftäter“ |
| 2004 | Jurypreis                   | Naser Zubaku und Fritz Luchsinger                                           | wegen Hilfe im Strassenverkehr |
| 2005 | Publikumspreis              | Stephan Schmutz                                                             | wegen längerfristiger persönlicher Hilfe für Tsunami-Opfer des Seebebens im Indischen Ozean 2004 |
| 2005 | Jurypreis                   | Lea Saskia Laasner                                                          | wegen der Berichterstattung über eine Sekte, die sie selbst verlassen hatte |
| 2006 | Publikumspreis              | Daniel Bürkli                                                               | für seine als 13-jähriger Schüler erbrachte, vermutlich lebensrettenden Hilfe an einem beim Bahnhof Horgen niedergestochenen Mann |
| 2006 | Jurypreis                   | Lukas Klauser und Philip Lechner                                            | wegen ihres Beharrens auf der Einrichtung von Schutzmassnahmen nach ihrem Asbestfund auf einer Baustelle des Paul Scherrer Instituts |
| 2007 | Publikumspreis              | Caroline Kramer                                                             | für die Enthüllung, dass das Bundesamt für Gesundheit mit Steuergeldern eine Initiative gegen Komplementärmedizin bekämpfen wollte, über die das Parlament zum damaligen Zeitpunkt noch gar nicht entschieden hatte. |
| 2007 | Jurypreis                   | Paolo Dibartolo                                                             | weil er einer Frau zu Hilfe geeilt war, die von einem Mann mit einem Messer attackiert wurde. |
| 2008 | Publikumspreis              | Monika Schmid                                                               | die im Wort zum Sonntag die katholische Kirche wegen ihres zögerlichen Vorgehens gegen sexuell missbrauchende Priester kritisierte |
| 2008 | Jurypreis                   | Ueli Steck und Simon Anthamatten                                            | weil die beiden Alpinisten in Nepal ihr Leben riskierten, als sie anderen Bergsteigern zu Hilfe eilten |
| 2009 | Publikumspreis              | Damiano Saitta                                                              | wegen seiner Rettung eines Mädchens aus der Aare |
| 2009 | Jurypreis                   | Nonne Marie-Rose Genoud                                                     | wegen ihres zehnjährigen Kampfes gegen die Walliser Kantonsregierung, die Asylbewerbern jeden Monat zehn Prozent vom Lohn abzog – als vorgezogene «Schuldenrückzahlung», sollten sie einmal von der Sozialhilfe abhängig werden. Dies obwohl bereits der Bund einen Betrag zur Rückerstattung von Fürsorgeleistungen einzieht |
| 2010 | Publikumspreis              | Margrit Zopfi und Esther Wyler                                              | weil sie die Unregelmässigkeiten in der Zürcher Sozialhilfe publik gemacht hatten und damit eine heftige Debatte über Sozialhilfe-Missbräuche auslösten |
| 2010 | Jurypreis                   | Marc Hofmann                                                                | weil der unter Autismus Leidende ein Paar vor einer Schlägerbande rettete und dabei selber spitalreif geprügelt wurde |
| 2011 | Publikumspreis              | Richard Lehner und Daniel Aufdenblatten                                     | weil sie als Helikopterpiloten im Himalaya einer in Not geratenen Bergsteigergruppe zu Hilfe eilten. |
| 2011 | Jurypreis                   | Bernard Hengy, Michèle Christe, Raoul Challet und Jean-Marc Christe         | wegen Verhinderung des Baus einer Autotest-Strecke, die durch fehlerhafte Eingaben und falsche Informationen an die Bürger zur Bewilligungsreife gebracht werden sollte. |
| 2012 | Publikumspreis              | Rolf Sigg                                                                   | der als Pfarrer und Mitbegründer von Exit für gelebte Nächstenliebe ohne Kompromisse einsteht. |
| 2012 | Jurypreis                   | Shqiprim Olluri, Dines Dzaferi und Ramon Amrhein                            | wegen der mutigen Rettung eines Ertrinkenden aus dem Rhein. |
| 2013 | Publikumspreis              | Kurt Marti                                                                  | «Der Journalist nannte Namen und deckte in der linken Zeitung Rote Anneliese unerschrocken Machtmissbrauch, Parteifilz und Korruption auf.» |
| 2013 | Jurypreis                   | Walter Emmisberger, Ursula Biondi, Jean-Louis Claude und Bernadette Gächter | «Alle vier wurden als Kinder und Jugendliche Opfer behördlicher Willkür. Ihre Einzelschicksale stehen exemplarisch für immenses persönliches Leid.» |
| 2014 | "Next Generation" Preis     | Arina Binz und Fitore Kastrati                                              | Bewahrten Mitschülerin vor Selbstmord. |
| 2014 | Prix Courage                | Adrian Roggensinger                                                         | Rettete betagte Frau vor fahrendem Zug. |
| 2015 | "Next Generation" Preis     | Franziska Gartenmann und Lara Twerenbold                                    | Unterstützten bedürftige Kinder in Laos. |
| 2015 | Prix Courage                | Erna Niedermann                                                             | Rettete zwei junge Frauen aus einem reissenden Fluss. |
| 2016 | Prix Courage                | Michael Räber                                                               | Half gestrandeten Flüchtlingen auf Lesbos. |
| 2017 | Prix Courage                | Remo Schmid                                                                 | Rettete eine Frau vor einem Gewalttäter. |
| 2017 | Prix Courage Lifetime Award | Ernst Sieber                                                                | Gründer der Sozialwerke Pfarrer Sieber, lebenslanger Einsatz für Randständige. |
| 2018 | Prix Courage                | Natalie Urwyler                                                             | Kämpfte jahrelang für die Gleichstellung von Frauen in Spitälern. |
| 2018 | Prix Courage Lifetime Award | Hannes Schmid                                                               | Gründer des Hilfswerks Smiling Gecko in Kambodscha. |
| 2019 | Prix Courage                | Iluska Grass                                                                | Beschützte einen orthodoxen Juden vor Neonazis. |
| 2019 | Prix Courage Lifetime Award | Carla del Ponte                                                             | Schweizer Strafverfolgerin und Diplomatin. Kämpfte ihr Leben lang dafür, dass Untaten nicht ungesühnt bleiben, u. a. als Chefanklägerin des Internationalen Strafgerichtshofes in Den Haag und als Mitglied einer UNHCHR-Kommission, die Menschenrechtsverletzungen im syrischen Bürgerkrieg untersucht.                      |
| 2020 | Prix Courage                | Nadya und Candid Pfister                                                    | Kämpfen gegen Cybermobbing und für einen entsprechenden Straftatbestand. |
| 2020 | Prix Courage Lifetime Award | Die Dargebotene Hand                                                        | Die Freiwilligenorganisation bietet seit sechzig Jahren telefonische Seelsorge an. |
| 2021 | Prix Courage                | Cindy Kronenberg                                                            | Für ihr Engagement für Opfer von Sexualverbrechen. |
| 2021 | Prix Courage Lifetime Award | Ruedi Lüthy                                                                 | Für seinen jahrzehntelangen Einsatz gegen HIV/AIDS wird der Mediziner gewürdigt. Er gründete eine Aidsklinik in Simbabwe und bildete Tausende Fachleute aus. |
| 2022 | Prix Courage                | Natallia Hersche                                                            | «Die belarussisch-schweizerische Doppelbürgerin war 17 Monate als politische Gefangene inhaftiert und verweigerte ein Gnadengesuch.» |
| 2022 | Prix Courage Lifetime Award | Anni Lanz                                                                   | «Seit bald 40 Jahren kämpft Anni Lanz für Menschen auf der Flucht.» |
| 2023 | Prix Courage                | Thomas Zumtaugwald                                                          | «Thomas Zumtaugwald hat unter Lebensgefahr einen Mann gerettet – aus einem eiskalten Gletscherbach in zehn Metern Tiefe. » |
| 2024 | Prix Courage                | Chantal Britt                                                               | Chantal Britt gründete Long Covid Schweiz. Mit der Patientenorganisation kämpft sie für Betroffene im ganzen Land. |